# Élections provinciales philippines de 2019
Les élections provinciales philippines de 2019 ont lieu le 13 mai 2019 aux Philippines afin de renouveler les membres des assemblées provinciales ainsi que les gouverneurs des provinces.